# Az Otthon Könyvtára
Az Otthon Könyvtára egy 20. század eleji magyar könyvsorozat, amely a következő köteteket tartalmazta:
- I–III. kötet. Novellák és elbeszélések, Eredeti magyar –. 3 kötet. (235, l. 238, l. 241, 1 l.) 1908.
- IV. kötet. Hazai Hugó. A császár népei. Tökéletlen ifjú regrutákról, virtigli öreg mancsaftról és kiszolgált vén harcosokról szóló történetek. (237 l.) 1908.
- V. kötet. Majthényi József. Eredeti magyar novellák és elbeszélések. (240, 1 l.) 1908.
- (VI–VII. köt.) Myriam Harry. Jeruzsálem meghódítása. Regény 2 kötetben. Fordította Sebestyén Károlyné. (190, 175 l.) 1908.
- (VIII. köt.) Révész Gyula. Az Urhiday-leányok. Regény. (254, 1 l.) 1908.
- A.) csoport. 
  - Babszem Jankó tornya és más gyermekmesék. Magyar művészek eredeti rajzaival. (237, 1 l.) 1907.
  - Gyermekmesék itthonról s az idegenből. Magyar művészek rajzaival. (239, 1 l.) 1907.
  - Nagyanyó. Az eladott –, és egyéb gyermekmesék. Magyar művészek rajzaival. (237, 1 l.) 1907.
  - Pici Palkó és egyéb gyermekmesék. Magyar művészek eredeti rajzaival. (237, 1 l.) 1907.
- B.) csoport. 
  - Ányos Gyula és egyéb elbeszélések. (239, 1 l.) 1907.
  - Egy vármegye a törökvilágban és egyéb elbeszélések. (239, 1 l.) 1907.
  - Kalandok és útirajzok az ifjúság számára. (249, 1 l.) 1907.
- C.) csoport: 
  - Elbeszélők, Magyar és idegen –. (243, 1 l.) 1907.
  - France Anatole. A szilfák alatt. (241, 1 l.) 1907.